# Heen en Weer III (schip, 1901)
Het voetveer Heen en Weer III werd in 1901 gebouwd door scheepswerf Bonn & Mees in Rotterdam voor de gemeentelijke Reederij Heen en Weer. Het was het derde van een serie van drie identieke schepen.
In 1949 werd de stoommachine van het schip vervangen door een De Industrie dieselmotor en werd het open achterdek van een dekhuis voorzien. Na de oorlog voer het schip op de lijn Veerkade–Koninginnehoofd–Charlois, het bekende pontje van Katendrecht.
In 1963 werden alle veren door de Scheepvaartinspectie afgekeurd, maar enkele schepen, waaronder de Heen en Weer III, kregen na enige reparaties een tijdelijke goedkeuring. Te voorzien was dat ze binnen afzienbare tijd uit de vaart zouden worden genomen. De Rotterdamse metro zou namelijk de veren en de tramlijnen over de Maasbruggen vervangen. De metro werd geopend op 9 februari 1968.
De gemeentelijke veren werden die dag opgeheven en de schepen opgelegd in de Dokhaven, Charlois. De gemeenteraad van Rotterdam stemde 5 juni 1969 in met het voorstel de schepen aan Scouting te verkopen. De Heen en Weer III aan de Fridtjof-Nansengroep. Dit was ter compensatie van het opeisen door de gemeente van hun groepshuis 'De Bunker' aan de Slinge ten behoeve van aanleg van metrostation Slinge. Het schip werd in eigendom overgedragen aan de scoutinggroep voor ƒ 2.000,- Het schip kreeg de naam Fram en werd het wachtschip, een varend clubhuis, voor Fridtjof-Nansen groep 12 in Rotterdam.
In 1977 mocht de Industrie-motor 2VD6 met bouwjaar 1950, afkomstig uit de 'Heen en Weer VIII' uit de in de Dokhaven opgelegde en gezonken Havendienst V worden gehaald. De motor was in 1964 naar dat schip overgeplaatst. Hij werd in onderdelen opgeslagen in de Keet te Koedoodhaven. Eén cilinderkop van die motor draait sinds 1987 op de motor van de Fram.
Sinds april 2003 is het schip opgenomen in het Nationaal Register Varende Monumenten van de Federatie Oud Nederlandse Vaartuigen en werd het daarmee een Varend monument.
Tegenwoordig ligt de Fram in de Koedoodhaven in Barendrecht. In het Maritiem Museum Rotterdam is een eenvoudig model van het schip te zien.

## Gegevens
- Lengte over alles: 24,58 m
- Breedte: 5,30 m
- Diepgang: 2,7 m
- Laadvermogen:  45 ton
- Voortstuwing: 78 npk 2 cilinder compound-stoommachine en Schotse ketel met een verwarmingsoppervlak 31 m² bij 8,26 atm, beide gebouwd door de firma Löhnis & Co. In 1949 voorzien van een Industrie motor door de werf D. en Joh. Boot te Alphen aan den Rijn. Motornr: 3404, type: 2VD6, 80 pk, 29.01.1949 geleverd aan havenbedrijf afd. Dokken en Veren Rotterdam ten behoeve van de Heen en Weer III